# Bombardier Transportation Denmark
Bombardier Transportation Denmark A/S er en dansk afdeling af den canadiske multinationale koncern Bombardier. Den har ca. 275 medarbejdere fordelt mellem Rail Control Solutions divisionen i København og Services divisionen i Randers.
Virksomheden blev etableret på Hvidemøllevej i Randers i 1861 af det britiske konsortium Peto, Brassey and Betts under navnet Hvide Mølle.
I 1896 flyttede virksomheden til Toldbodgade 39. Hvide Mølle producerede passager- og godsvogne til jernbanenettet i Nørrejylland. I 1876 blev virksomheden et aktieselskab og ændrede navn til Scandia A/S. Thomas B. Thrige overtog fabrikken i 1934.
Togfabrikken fik navnet ABB Scandia i forbindelse med en økonomisk rekonstruktion i slutningen af 1980'erne, hvor fabrikken arbejdede ihærdigt på at færdiggøre DSBs IC3-tog. Dette navn blev senere ændret til ADtranz, da ABB og Daimler samlede alle deres jernbaneaktiviteter i et fælles datterselskab. I 2001 blev ADtranz solgt til Bombardier.
Bombardier har ikke haft nogen større levering i et par årtier, så i oktober 2015 satte de fabrikkens grund til salg

## Tidslinje
- Hvide Mølle 1859 – 1870
- Randers Jernbanevogn Fabrik 1869 – 1876
- Scandia A/S 1876 – 1988
- ABB Scandia A/S 1988 – 1996
- ADtranz 1996 – 2001
- Bombardier Transportation Denmark A/S 2001 -